# Mulathalli, Hangal
Mulathalli là một làng thuộc tehsil Hangal, huyện Haveri, bang Karnataka, Ấn Độ.